# Olympique d'Akbou
Maillots
Actualités
Dernière mise à jour : 14 janvier 2025.
L'Olympique d'Akbou (en kabyle : Ulembi Aqbu, en tifinagh : ⵓⵍⴻⵎⴱⵉ ⴰⵇⵠⵓ, arabe : أولمبي أقبو), couramment abrégé en O Akbou ou encore en OA, est un club algérien de football fondé le 1er janvier 1936 et basé à Akbou dans la vallée de la Soummam, dans la wilaya de Béjaïa, en Kabylie.

## Histoire du club
L'O Akbou évolue en division régionale lors de la saison 2021-2022 avant d'accéder à la D3, le 28 février 2022, en battant l’US Beni Douala, au Stade du 1er novembre de Guendouza Akbou, à Béjaïa, sur le score de 4-0. Cette victoire permet au club de dépasser ses concurrents du Groupe B de la D4 de la Ligue d’Alger à l'image de l'US Beni Douala, l'US Oued Amizour et la JS Tichy,.
Le 28 avril 2023, l'O Akbou (évoluant en D3) parvient à accéder aux quarts de finale de la Coupe d'Algérie 2022-2023, pour la première fois de son histoire, après avoir éliminé l'USM Khenchela (évoluant en D1), en huitièmes de finale, au Stade de l'Unité Maghrébine, à Béjaïa, sur le score de 3-0.
L'O Akbou accède pour la première fois de son histoire à la D2, le 5 mai 2023, en s'imposant sur le score de 3-0, face au MO Béjaïa. Ce succès est obtenu dans le Stade du 1er novembre de Guendouza Akbou, à Béjaïa,.
Le 11 mai 2024, l'O Akbou accède pour la première fois de son histoire à la D1, en s'imposant sur le score de 1-0, face au NRB Teleghma, signant au passage sa cinquième accession de suite qui constitue un record en Algérie et dans le monde.

## Résultats sportifs

### Palmarès de l'équipe sénior de l'O Akbou
- Championnat d'Algérie D2 (1) :
  - Champion Gr. Centre-Est : 2023-24[10]
- Championnat d'Algérie D3 (1) :
  - Champion Gr. Centre-Est : 2022-23[13]
- Championnat d'Algérie D4 (1) :
  - Champion Gr. B : 2021-22[14]

### Palmarès de l'équipe réserve de l'O Akbou
- Championnat d'Algérie D2 U21 (1) :
  - Champion Gr. Centre-Est : 2023-24[15]

## Parcours

### Classement de l'O Akbou en championnat par années[16]
- 1962-63 à 2001-02 : D?
- 2002-03 : D4, DH Béjaïa, ?e
- 2003-04 : D3, R1 Alger, 14e
- 2004-05 : D4, R1 Alger, 8e
- 2005-06 : D4, R1 Alger, ?e
- 2006-07 : D4, R1 Alger, 5e
- 2007-08 : D4, R1 Alger, ?e
- 2008-09 : D4, R1 Alger, 14e
- 2009-10 : D5, R2 Alger, ?e
- 2010-11 : D6, R2 Alger, ?e
- 2011-12 : D6, R2 Alger, 3e
- 2012-13 : D6, R2 Alger, 5e
- 2013-14 : D6, R2 Alger, 11e
- 2014-15 : D6, R2 Alger, 7e
- 2015-16 : D6, R2 Alger, 13e
- 2016-17 : D6, R2 Alger,
- 2017-18 : D7, DH Béjaïa, ?e
- 2018-19 : D7, DH Béjaïa, 1re
- 2019-20 : D6, R2 Alger, 1re
- 2020-21 : championnat annulé
- 2021-22 : D4, R1 Gr. B, 1re
- 2022-23 : D3, Inter-Régions Gr. Centre-Est, 1re
- 2023-24 : D2, Amateur Gr. Centre-Est, 1re
- 2024-25 : D1, 11e

### Parcours de l'O Akbou en Coupe d'Algérie
| Saison  | Tour           | Matchs         | Résultats |
| ------- | -------------- | -------------- | --------- |
| 2018-19 | 1/32 de finale | NA Hussein Dey | 0-2       |
| 2022-23 | 1/4 de finale  | ASO Chlef      | 1-0       |
| 2023-24 | 1/8 de finale  | CR Belouizdad  | 2-0       |

## Effectif professionnel actuel
Mise à jour : 1 août 2024

### Effectif professionnel de l'Olympique d'Akbou pour la saison 2024-2025[20]
| N° | Nat.                 | Poste | Nom du joueur                |
| -- | -------------------- | ----- | ---------------------------- |
| -  | Drapeau de l'Algérie | D     | Slimane Bouteldja            |
| -  | Drapeau de l'Algérie | D     | Zidane Mebarakou (capitaine) |
| -  | Drapeau de l'Algérie | M     | Louanes Zidi                 |
| -  | Drapeau de l'Algérie | A     | Omar Adrar                   |
| -  | Drapeau de l'Algérie | G     | Benaouda Klileche            |
| -  | Drapeau de l'Algérie | D     | Younes Abdelhak Ouassa       |
| -  | Drapeau de l'Algérie | M     | Merouane Mehdaoui            |
| -  | Drapeau de l'Algérie | D     | Mohamed Yasser Chelfaoui     |
| -  | Drapeau de l'Algérie | A     | Sofiane Fouad Lachahab       |
| -  | Drapeau de l'Algérie | A     | Mohamed Amine Gharbi         |
| -  | Drapeau de l'Algérie | M     | Massinissa Benamara          |
| -  | Drapeau de l'Algérie | G     | Hatem Bencheikh El Fegoun    |
| -  | Drapeau de l'Algérie | A     | Abdelhak Askar               |
| -  | Drapeau de l'Algérie | G     | Mohamed El Amine Yacoubi     |

| No. | Nat.                 | Position | Nom du joueur             |
| --- | -------------------- | -------- | ------------------------- |
| -   | Drapeau de l'Algérie | M        | Dhirar Bensaadallah       |
| -   | Drapeau de l'Algérie | M        | Sid Ali Lamri             |
| -   | Drapeau de l'Algérie | M        | Hicham Messiad            |
| -   | Drapeau de l'Algérie | A        | Ammar Oukil               |
| -   | Drapeau de l'Algérie | A        | Walid Zamoum              |
| -   | Drapeau de l'Algérie | M        | Mohamed El Hachemi Chacha |
| -   | Drapeau de l'Algérie | D        | Abdeldjalil Bahoussi      |
| -   | Drapeau de l'Algérie | D        | Tarek Adouane             |
| -   | Drapeau de l'Algérie | M        | Juba Oukaci               |
| -   | Drapeau de l'Algérie | A        | Mohamed Hamadouche        |
| -   | Drapeau de l'Algérie | A        | Ali Haroun                |
| -   | Drapeau de l'Algérie | D        | Billal Boukaroum          |
| -   | Drapeau de l'Algérie | A        | Rayane Ait Mouloud        |

## Encadrement technique actuel[21]
| Position                | Staff             |
| ----------------------- | ----------------- |
| Entraîneur              | Mounir Zeghdoud   |
| Entraîneur adjoint      | Mustapha Mansour  |
| Entraîneur adjoint      | Rafik Belhadj     |
| Entraîneur des gardiens | Abderrahim Driadi |
| Préparateur physique    | Syphax Ouddai     |

## Identité du club

### Les couleurs et le surnom de l'O Akbou
Depuis la fondation de l'Olympique d'Akbou en 1936, ses couleurs sont le Bleu ciel et le Blanc. Le surnom du club est Les Lions de la Soummam.

### Finances

#### Sponsors
- Soummam
- Groupe Ifri
- Général Emballage
- Sonarem
- Entreprise Portuaire de Béjaïa (EPB)
- APC d'Akbou
- APW Béjaïa
- DJS Béjaïa

### Équipementier
- Erima